# Szulfén
A szulfén reaktív vegyület, képlete H2C=SO2. Ez a szulfének (tial- és tioketon-S,S-dioxidok, általános képletük {\displaystyle {\ce {R^{1}C(R^{2})=SO2}}}) legegyszerűbb tagja.

## Előállítás
A szulfén köztitermék első általános módszere, melyről Gilbert Stork és Günther Opitz is beszámoltak, metánszulfonil-kloridból való hidrogén-klorid-elvonást használt trietilaminnal enamin csapdázószerrel. A tietán-1,1-dioxid-származék jelenléte a szulfén köztitermékre utalt. Mivel a szulfén erős elektrofil, az aminok használata nehézségeket okoz, mivel megszakíthatják a szulfént adduktumképzéssel. Egy aminhasználat nélküli egyszerű módszer a trimetilszililmetánszulfonil-klorid cézium-fluoridos deszililezését használja csapdázószer jelenlétében:
{\displaystyle {\ce {(CH3)3SiCH2SO2Cl +CsF ->H2C=SO2 +(CH3)3SiF +CsCl}}}
Ezenkívül a szulfének aminoszubsztituensek alkilidénre helyezésével stabilizálhatók. A legegyszerűbb ilyen vegyület a síkalkatú amincsoportokat tartalmazó tiokarbamid-dioxid.

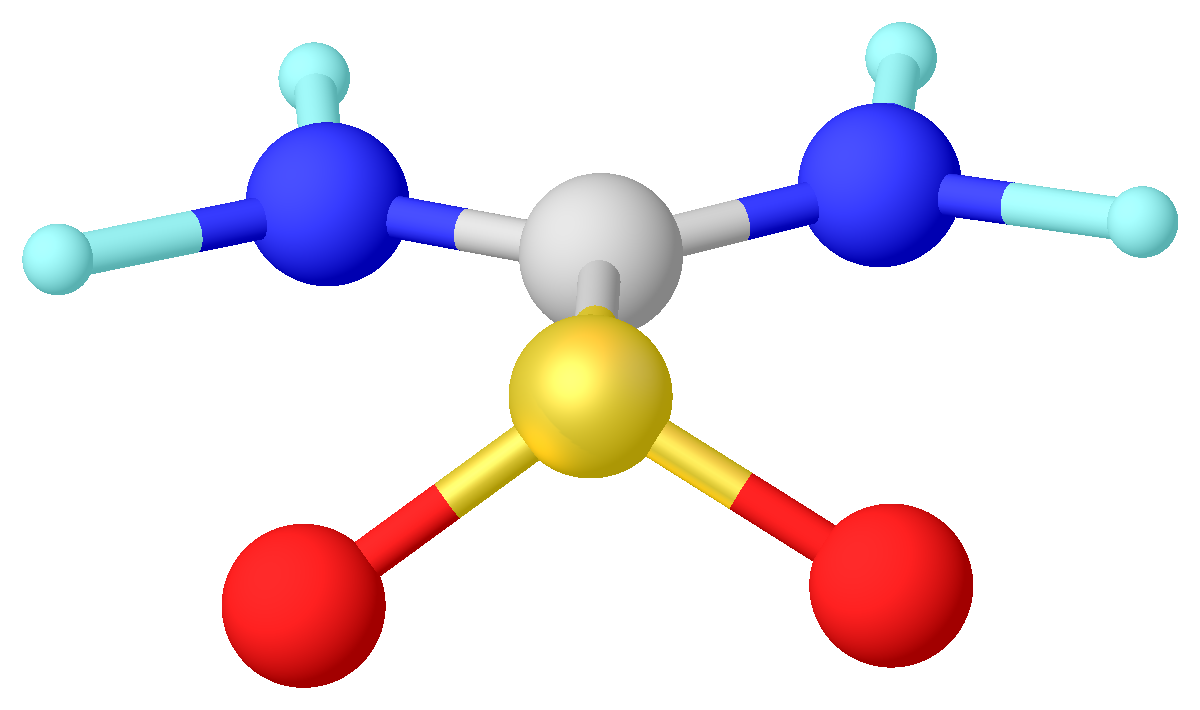
A tiokarbamid-dioxid ((H_{2}N)_{2}CSO_{2}) szerkezete. A S=O kötés hossza 1,31, a S=C-é 1,85, a C-N-é 1,31 Å, a S körüli szögek 112°-osak.

## Reakciók
A szulfének reagálnak enaminokkal, inaminokkal és ciklopenta-1,3-diénekkel tietánokat, tieteket, illetve Diels–Alder-adduktumokat adva. Királis tercier amin esetén egyes szulfének klorállal (triklóracetaldehid) csapdázhatók katalitikus aszimmetrikus β-szulfon-szintézisben (4 tagú gyűrűs szulfonátészterekkel). A szulfén inzertálódhat fém-hidrogén kötésekbe.

## Fordítás
Ez a szócikk részben vagy egészben  a   Sulfene című angol Wikipédia-szócikk ezen változatának fordításán alapul.  Az eredeti cikk szerkesztőit annak laptörténete sorolja fel. Ez a jelzés csupán a megfogalmazás eredetét és a szerzői jogokat jelzi, nem szolgál a cikkben szereplő információk forrásmegjelöléseként.